# Philip Stanhope (4. hrabia Chesterfield)

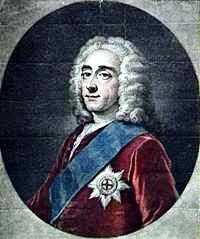
Philip Dormer Stanhope, 4. hrabia Chesterfield

Philip Dormer Stanhope, 4. hrabia Chesterfield (ur. 22 września 1694 w Londynie  – zm. 24 marca 1773) – brytyjski pisarz i polityk partii Wigów. Po śmierci jego ojca (1726) tytułowano go Lord Stanhope (lub Lord Chesterfield).
Philip Dormer Stanhope urodził się w Londynie. Kształcony był w Cambridge, po czym ruszył w Grand Tour do krajów kontynentu europejskiego. Gdy władzę w 1714 roku przejął Jerzy I Hanowerski droga do kariery stała dlań otworem więc wrócił do Anglii. Jego krewny James Stanhope, 1. hrabia Stanhope, ulubiony minister króla uczynił Philipa Dormera Lordem Królewskiego Łoża u następcy tronu Jerzego (przyszłego Jerzego II). W literaturze znany jako Earl of Chesterfield (a w wersjach polskich jako Hrabia Chesterfield lub Lord Chesterfield). Jego następcą jako earla Chesterfield był adoptowany przezeń młodszy kuzyn Philip Stanhope, 5. hrabia Chesterfield.

## do 1716
W roku 1715 wszedł do parlamentu jako Lord Stanhope of Shelford z okręgu St Germans. Gdy dyskutowano czy przeprowadzić impeachment jednego z innych posłów James Butler, 2. książę Ormonde Stanhope wygłosił (5 VIII 1715) pierwszą ze swych słynnych płomiennych mów. Była ona na tyle gwałtowna, że ściągnęła nań gniew większości posłów i grzywnę w wysokości 500 £. Wówczas zdecydował się wyjechać na kontynent.
Z Paryża przysłał rządowi bardzo ważne informacje dotyczące antyrządowych poczynań jakobickich, co przywróciło mu w Londynie dobre imię. W 1716 zdecydował się wrócić do Anglii. Po powrocie poparł "młodych Wigów skupionych wokół księcia Walii przeciw swemu ojcu królowi Jerzemu I. Oddaną przyjaciółką StanHope’a została kochanka księcia Henrietta Howard, hrabina Suffolk.

## 1726-1732
W roku 1726 zmarł jego ojciec Philip Stanhope, 3. hrabia Chesterfield i Philipp odziedziczył tytuł hrabiego (earla) Chesterfield i miejsce w Izbie Lordów. Tam nagle dostrzeżono go jako znakomitego mówcę i podziwiano. W 1728 roku został ambasadorem brytyjskim w Holandii. Premier Robert Walpole cenił go za cierpliwość i takt jako dyplomaty, co przyniosło Stanhope’owi Order Podwiązki.
Jako dyplomata wynegocjował tzw. traktat wiedeński, który przynosił pacyfikację nastrojów w Europie po myśli Wielkiej Brytanii. W 1732 roku podupadł na zdrowiu i musiał zrezygnować z ambasady holenderskiej. Vincent la Chapelle, jego kucharz przyjął ofertę pracy na dworze księcia Wilhelma IV Orańskiego.

## 1732-1742
W tym samym 1732 roku urodził mu się syn Philip Stanhope (1732-1768), którego matką była guwernantka Madelina Elizabeth du Bouche. Rady wysyłane do ukochanego (choć nieślubnego) syna w formie listów znane są dziś jako słynne: Earl of Chesterfield's Letters to his Son. Stanhope zadbał o edukację syna, który również został dyplomatą. Co bardzo martwiło ojca, wielu pogardzało jego synem jako dzieckiem z nieprawego łoża.
W latach trzydziestych sprzeciwił się planom wprowadzenia przez premiera Walpole’a akcyzy handlowej (Excise Bill). W 1739 był jednym z twórców-fundatorów szpitala dla podrzutków: Foundling Hospital. W 1741 podpisał petycje o dymisję Walpole’a, po czym wyjechał za granicę by podreperować swe zdrowie.
W Brukseli odwiedził Voltaire'a i spędził nieco czasu w Paryżu, gdzie debatował z Crebillonem, Bernardem Fontenellem i Monteskiuszem.

## 1742-1773
Gdy w roku 1742 Robert Walpole został zmuszony zrezygnować z urzędu, a władzę przejął (nieoficjalnie) John Carteret, Stanhope zdecydował się pozostać w opozycji. Wyróżniał się jako zaciekły krytyk Jerzego II, który znienawidził go.
W roku 1743 ukazała się nowa gazeta Old England; or the Constitutional Journal, w której pisywał Stanhope jako "Jeffrey Broadbottom", były one podobnie jak jego pamflety wymierzone w Jerzego II i jego rząd. Bardzo uradowana była nimi Sarah Churchill, księżna Marlborough, jedna z przywódców opozycji, która dała Stanhope’owi 20,000 funtów na znak swej aprobaty.
W roku 1744 Jerzy II Hanowerski musiał zrezygnować ze współpracy z Carteretem, który nie miał poparcia parlamentu. Tak powstała partia "Broad Bottom" prowadzona przez hrabiego Chesterfielda i Williama Pitta, która weszła w koalicję z braćmi Pelham (Henry Pelham i Thomas Pellham-Holles).
Nowa ekipa rządząca wysłała go znów jako ambasadora do Hagi, by przekonał Holendrów do udziału w wojnie o austriacką sukcesję po stronie Austrii i Anglii. Sukces misji był fenomenalny. Dotychczas nieufni i pacyfistyczni Holendrzy zgodzili się na odnowienie sojuszu. W podziękowaniu za to osiągnięcie uczyniono go, w kilka tygodni po powrocie Lordem-Namiestnikiem Irlandii.